# Hermannus Höfte
Hermannus Höfte (Amsterdam, 5 d'agost de 1884 – Amsterdam, 18 de novembre de 1961) va ser un remer neerlandès que va competir a començaments del segle xx.
El 1908 va prendre part en els Jocs Olímpics de Londres, on guanyà la medalla de bronze en la prova del quatre sense timoner del programa de rem.